# 裘伊·羅倫·亞當斯
裘伊·羅倫·亞當斯（英語：Joey Lauren Adams，1968年1月9日—），美國女演員和導演。較知名的是常在凱文·史密斯的View Askew宇宙電影中參演；其中，亞當斯於《愛，上了癮》（1997年）的演出，為此提名了金球獎最佳音樂及喜劇類電影女主角。
其他參演的知名作品如《神采星球》（2003年）、《卡車司機》（2008年）與《藍色隨想》（2013年）。

## 外部連結
- 裘伊·羅倫·亞當斯在互联网电影资料库（IMDb）上的資料（英文）
- 在AllMovie上裘伊·羅倫·亞當斯的頁面（英文）